# Claude Devic
Pour les articles homonymes, voir Devic.
Dom Claude Devic, ou de Vic, né le 15 juin 1670 à Sorèze (Tarn) et mort le 23 janvier 1734 à l'abbaye de Saint-Germain-des-Prés à Paris, est un savant et moine bénédictin français de la Congrégation de Saint-Maur.

## Biographie
Claude Devic ou de Vic, est né à Sorèze petite ville du diocèse de Lavaur. Il a été un des premiers élèves de l'école de Sorèze en 1682. Il fait profession à l'âge de 17 ans le 23 octobre 1687 de la règle de Saint Benoît de la Congrégation de Saint-Maur au prieuré de la Daurade de Toulouse. Il est professeur de rhétorique à l'abbaye de Saint-Sever. Il est envoyé à Rome en 1701, pour accompagner le procureur général de l'Ordre. Modeste, droit et pieux, il se fit un grand nombre d'amis en Italie. Le pape Clément XI et la reine de Pologne Marie Casimire Louise de La Grange d'Arquien l'honorèrent en particulier de leur bienveillance. À Rome, il s'occupa entre autres choses à favoriser les études des religieux de Saint-Germain-des-Prés en leur fournissant différents mémoires et en collationnant plusieurs manuscrits du Vatican.
De retour en France, il collabore avec Dom Joseph Vaissète (1685-1756) à la réalisation de l'Histoire générale de Languedoc dont le premier volume sortira in folio en 1730 sur les presses de Vincent à Paris et le second à la fin de 1733. Cette œuvre sera illustrée par de nombreux graveurs dont Charles-Nicolas Cochin. Il se disposait à partir pour Rome en qualité de procureur général de la Congrégation lorsqu'il mourut le 23 janvier 1734 à l'abbaye de Saint-Germain-des-Prés âgé de 64 ans. Il a traduit en latin : La Vie du savant père Dom Jean Mabillon que Dom Thierry Ruinart ou (Thierri) (1657-1709) avait fait imprimer en 1709 à Paris.

## Hommage
- La municipalité de sa commune de naissance nomme une place en son nom (43° 27′ 10,08″ N, 2° 04′ 00,44″ E).